# 田辺徹 (美術史家)
田辺 徹（たなべ とおる、1925年-2020年 ）は、日本の美術史学者。成安造形大学名誉教授。

## 経歴
1925年、石川県金沢市生まれ。父・田辺孝次も美術研究者で、父のフランス留学帰国に伴って東京市へ移った。京都大学文学部哲学科美学美術史専攻で学び、1949年に卒業。
1949年に平凡社に入り、平凡社第一編集部長、『太陽』編集長などとして1985年まで勤務。月刊『太陽』編集長時代には、廃刊寸前だった同誌を復活させた。同時に、1954年から1985年まで財団法人朝倉彫塑館評議員、監事をつとめた。退社後は、1990年から1991年までドイツ国立エッセン大学造形芸術学部特別研究員。1993年、成安造形大学教授に就いた。1996年からは同大学学長を務めた。2000年に退任し、同大学名誉教授となった。

## 家族・親族
- 父：田辺孝次は美術研究者。東京美術学校ならびに東京高等工芸学校教授。室生犀星の幼馴染であったため、犀星とも親しかった。
- 息子：田辺清（1952-）は美術史家。大東文化大学。

## 著作
著書
- Hokusai Tohru Tanabe, Fenice 2000.
- 『回想の室生犀星 文学の背景』博文館新社, 2000
- 『国際文化関係論』建帛社, 2002
- 『美術批評の先駆者、岩村透 ラスキンからモリスまで』藤原書店, 2008
- 『戦争と政治の時代を耐えた人びと 美術と音楽の戦後断想』藤原書店, 2016

共著
- 『ヨーロッパの美術館』(美術ガイド) 向田直幹 写真, 美術出版社, 1986
- 『不思議なものをつくろう』(あたらしい造形・美術) 藤沢英昭共著, 小峰書店, 1988

翻訳
- 『オルセ美術館 絵画 (Scala/Misuzu美術館シリーズ) ミシェル・ラクロットほか著, みすず書房, 1989
- 『アムステルダム国立美術館 (Scala/Misuzu美術館シリーズ) エミール・メイエル著, みすず書房, 1990
- 『プラド美術館 (Scala/Misuzu美術館シリーズ) ホセ・アントニオ・デ・ウルビノ編, みすず書房, 1990
- 『ウィーン美術史美術館 (Scala/Misuzu美術館シリーズ) マンフレート・ライテ=ヤスパー、ヴォルフガング プロハスカ, ルドルフ ディステルベルガー著, 田辺清共訳. みすず書房, 1991
- 『ノイエ・ピナコテーク ミュンヘン』(Scala/Misuzu美術館シリーズ) クリスティアン・レンツ著, みすず書房, 1992
- 『ヴィクトリア&アルバート美術館 (Scala/Misuzu美術館シリーズ) エリザベス・エスティーヴ=コールほか著, みすず書房, 1992
- 『ルーヴル美術館 ヨーロッパ絵画 (Scala/Misuzu美術館シリーズ) ミッシェル・ラクロット, ジャン=ピエール・キュザン著, みすず書房, 1994
- 『ウフィツィ美術館 (Scala/Misuzu美術館シリーズ) ルチアーノ・ベルティ, カテリーナ・カネヴァ, アンナ・マリーア ペトリオーリ・トファニ著, みすず書房, 1994